# 伊東祐丕
伊東 祐丕（いとう すけひろ）は、江戸時代後期の大名。日向国飫肥藩の第12代藩主。

## 略歴
第10代藩主・伊東祐鐘の次男として誕生。文化9年（1812年）6月29日、兄で先代藩主・祐民が死去した際に嗣子がなかったため（懐妊中の正室はいた）、その養嗣子となって家督を継いだ。しかし2年後の文化11年（1814年）8月14日、18歳で死去した。
祐丕には嗣子は無く、祐民死後に祐民の正室が生んだ長男・祐相が3歳になっており、養嗣子として家督を継いだ。

## 系譜
父母
- 伊東祐鐘（実父）
- 伊東祐民（養父）

養子
- 伊東祐相 ー 伊東祐民の長男